# L'Île-d'Olonne
L'Île-d'Olonne és un municipi francès situat al departament de Vendée i a la regió de País del Loira. L'any 2007 tenia 2.579 habitants.

## Demografia

### Població
El 2007 la població de fet de L'Île-d'Olonne era de 2.579 persones. Hi havia 959 famílies de les quals 192 eren unipersonals (104 homes vivint sols i 88 dones vivint soles), 325 parelles sense fills, 400 parelles amb fills i 42 famílies monoparentals amb fills.
La població ha evolucionat segons el següent gràfic:
Habitants censats

### Habitatges
El 2007 hi havia 1.263 habitatges, 977 eren l'habitatge principal de la família, 236 eren segones residències i 50 estaven desocupats. 1.174 eren cases i 6 eren apartaments. Dels 977 habitatges principals, 832 estaven ocupats pels seus propietaris, 136 estaven llogats i ocupats pels llogaters i 8 estaven cedits a títol gratuït; 5 tenien una cambra, 28 en tenien dues, 179 en tenien tres, 347 en tenien quatre i 418 en tenien cinc o més. 865 habitatges disposaven pel capbaix d'una plaça de pàrquing. A 393 habitatges hi havia un automòbil i a 528 n'hi havia dos o més.

### Piràmide de població
La piràmide de població per edats i sexe el 2009 era:
| Homes | Edats   | Dones |
| ----- | ------- | ----- |
| 0     | 95 o +  | 0     |
| 8     | 90 a 94 | 4     |
| 4     | 85 a 89 | 8     |
| 0     | 80 a 84 | 8     |
| 16    | 75 a 79 | 32    |
| 36    | 70 a 74 | 28    |
| 52    | 65 a 69 | 40    |
| 56    | 60 a 64 | 52    |
| 40    | 55 a 59 | 40    |
| 64    | 50 a 54 | 68    |
| 72    | 45 a 49 | 52    |
| 92    | 40 a 44 | 84    |
| 84    | 35 a 39 | 104   |
| 64    | 30 a 34 | 60    |
| 28    | 25 a 29 | 16    |
| 60    | 20 a 24 | 32    |
| 56    | 15 a 19 | 72    |
| 80    | 10 a 14 | 96    |
| 64    | 5 a 9   | 52    |
| 64    | 0 a 4   | 56    |

## Economia
El 2007 la població en edat de treballar era de 1.655 persones, 1.240 eren actives i 415 eren inactives. De les 1.240 persones actives 1.144 estaven ocupades (628 homes i 516 dones) i 95 estaven aturades (36 homes i 59 dones). De les 415 persones inactives 151 estaven jubilades, 121 estaven estudiant i 143 estaven classificades com a «altres inactius».

### Ingressos
El 2009 a L'Île-d'Olonne hi havia 1.045 unitats fiscals que integraven 2.744,5 persones, la mediana anual d'ingressos fiscals per persona era de 17.378 €.

### Activitats econòmiques
Dels 89 establiments que hi havia el 2007, 4 eren d'empreses extractives, 1 d'una empresa alimentària, 4 d'empreses de fabricació d'altres productes industrials, 25 d'empreses de construcció, 14 d'empreses de comerç i reparació d'automòbils, 5 d'empreses d'hostatgeria i restauració, 1 d'una empresa d'informació i comunicació, 3 d'empreses financeres, 6 d'empreses immobiliàries, 10 d'empreses de serveis, 8 d'entitats de l'administració pública i 8 d'empreses classificades com a «altres activitats de serveis».
Dels 38 establiments de servei als particulars que hi havia el 2009, 1 era una oficina bancària, 3 tallers de reparació d'automòbils i de material agrícola, 7 paletes, 6 guixaires pintors, 3 fusteries, 6 lampisteries, 1 electricista, 1 empresa de construcció, 4 perruqueries, 4 restaurants i 2 agències immobiliàries.
Dels 3 establiments comercials que hi havia el 2009, 1 era una botiga de més de 120 m², 1 una fleca i 1 una peixateria.
L'any 2000 a L'Île-d'Olonne hi havia 42 explotacions agrícoles que ocupaven un total de 540 hectàrees.

## Equipaments sanitaris i escolars
L'únic equipament sanitari que hi havia el 2009 era una farmàcia.
El 2009 hi havia 2 escoles elementals.

## Poblacions més properes
El següent diagrama mostra les poblacions més properes.